# 우기
우기(雨期, 또는 계절풍기; 季節風期)는 한 지역의 연평균 강우량 대부분이 발생하는 시기를 말한다. 일반적으로 이 계절은 최소 한 달 이상 지속된다. 때때로 관광 당국을 통해 녹색 계절(green season)이라는 용어가 완곡어법으로 쓰이기도 한다. 우기가 있는 지역은 열대 및 아열대 지역의 일부에 분산되어 있다.

호주 케언스의 월별 강우량 분포

쾨펜의 기후 구분에 따르면, 열대 기후에서 우기의 달은 월평균 강수량이 60 밀리미터 이상인 달로 정의된다. 사바나 기후와 계절풍 체계를 가진 지역과는 대조적으로, 지중해성 기후는 겨울에 습하고 여름에 건조하다. 건기와 우기는 계절성 열대림의 특징이다. 이는 연중 강우량이 균등하게 분포하여 건기나 우기가 없는 열대 우림과는 대조적이다. 뚜렷한 우기가 있는 일부 지역에서는 온난한 계절 중반에 열대 수렴대 또는 몬순 기압골이 더 높은 위도로 이동할 때 우기 중간에 강우가 중단되는 현상이 나타난다.
우기가 온난한 계절이나 여름에 발생할 때, 강수는 주로 늦은 오후와 이른 저녁에 집중된다. 우기에는 대기질이 개선되고, 담수의 수질이 향상되며, 식물이 상당히 성장하여 계절 후반에 작물 수확량이 증가한다. 강물이 범람하고 일부 동물들은 고지대로 후퇴한다. 토양의 영양분은 감소하고 침식은 증가한다. 우기가 고온과 겹치는 지역, 특히 열대 지역에서는 말라리아와 뎅기열의 발생률이 증가한다. 일부 동물들은 우기에 적응하고 생존하기 위한 전략을 가지고 있다. 흔히 이전의 건기로 인해 우기에 식량 부족이 발생하는데, 이는 작물이 아직 성숙하지 않았기 때문이다. 우기 또는 장마철에 성공적으로 재배할 수 있는 작물로는 카사바, 옥수수, 땅콩, 서곡, 쌀, 마가 있다. 온대 지역에서 열대의 우기에 해당하는 계절은 봄이나 가을이다.

## 강우의 특성

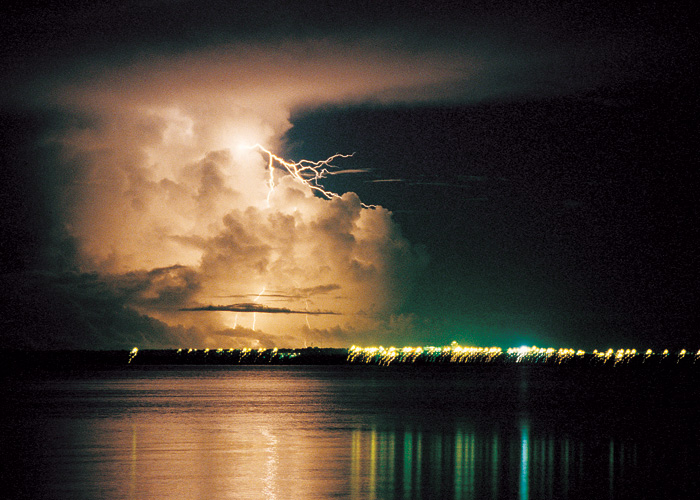
호주 다윈에서 밤에 발생한 우기 폭풍

강우가 풍향의 변화와 관련된 지역에서는 우기를 몬순 계절이라고 부른다. 많은 열대 및 아열대 기후는 몬순 강우 패턴을 경험한다. 우기의 강우는 주로 주간 가열로 인해 발생하는데, 이는 이미 존재하는 습윤한 공기 덩어리 내에서 일중 뇌우 활동을 유발한다. 따라서 사바나와 몬순 지역에서는 주로 늦은 오후와 이른 저녁에 비가 내린다.
하루 총 강우량의 대부분은 폭우가 시작되고 첫 몇 분 동안 발생하며, 이는 폭풍이 층상 단계로 성숙하기 전이다. 대부분의 지역은 우기가 한 번만 있지만, 열대 지역의 일부에서는 두 번의 우기를 경험할 수 있다. 이는 몬순 기압골 또는 열대 수렴대가 일년에 두 번 열대 지역을 통과할 수 있기 때문이다. 그러나 열대 우림은 연중 강우가 고르게 분포하기 때문에 우기가 없다.

## 영향 지역
가나, 부르키나파소, 다르푸르, 에리트레아, 에티오피아, 보츠와나와 같은 사하라 이남 아프리카의 사바나 기후 지역은 뚜렷한 우기가 있다. 또한 미국의 플로리다, 텍사스 남부 및 동남부, 루이지애나 남부와 같은 아열대 지역도 우기가 있다. 몬순 지역에는 인도 아대륙, 동남아시아(인도네시아와 필리핀 포함), 오스트레일리아 북부 지역, 폴리네시아, 중앙아메리카, 멕시코 서부 및 남부, 미국 남서부 사막 지역, 가이아나 남부, 브라질 북동부가 포함된다.
가이아나 북부에는 두 번의 우기가 있는데, 하나는 초봄에, 다른 하나는 초겨울에 발생한다. 서아프리카에서는 남부 지역에 두 번의 우기가 있지만, 북부 지역에는 한 번만 있다. 지중해성 기후 체계 내에서 미국 서해안, 오스트레일리아 남서 해안, 남아프리카, 이탈리아, 스페인, 그리스, 레바논, 시리아, 알제리, 모로코, 튀니지, 터키의 지중해 해안선, 그리고 요르단, 이라크 북부, 이란 대부분을 포함한 서아시아의 내륙 지역은 겨울 몇 달 동안 우기를 경험한다. 마찬가지로 이스라엘의 네게브 사막의 우기는 10월부터 5월까지 지속된다. 지중해성 기후와 몬순 기후의 경계에 있는 소노라 사막은 두 기후 체계와 관련된 두 번의 우기를 경험한다.
전 세계적으로 우기는 많은 다른 지역 이름으로 알려져 있다. 예를 들어, 멕시코에서는 "폭풍 계절"(storm season)로 알려져 있다. 오스트레일리아 북부의 원주민들은 일년 중 다양한 짧은 "계절"에 대해 서로 다른 이름을 부여한다. 12월부터 3월까지 일반적으로 경험하는 우기는 "구제우그"(Gudjewg)라고 불린다. 이 단어의 정확한 의미에 대해서는 논란이 있지만, 이 시기에 흔히 경험하는 심한 뇌우, 홍수, 풍부한 식물 성장과 관련이 있다는 것이 널리 받아들여지고 있다.

## 영향

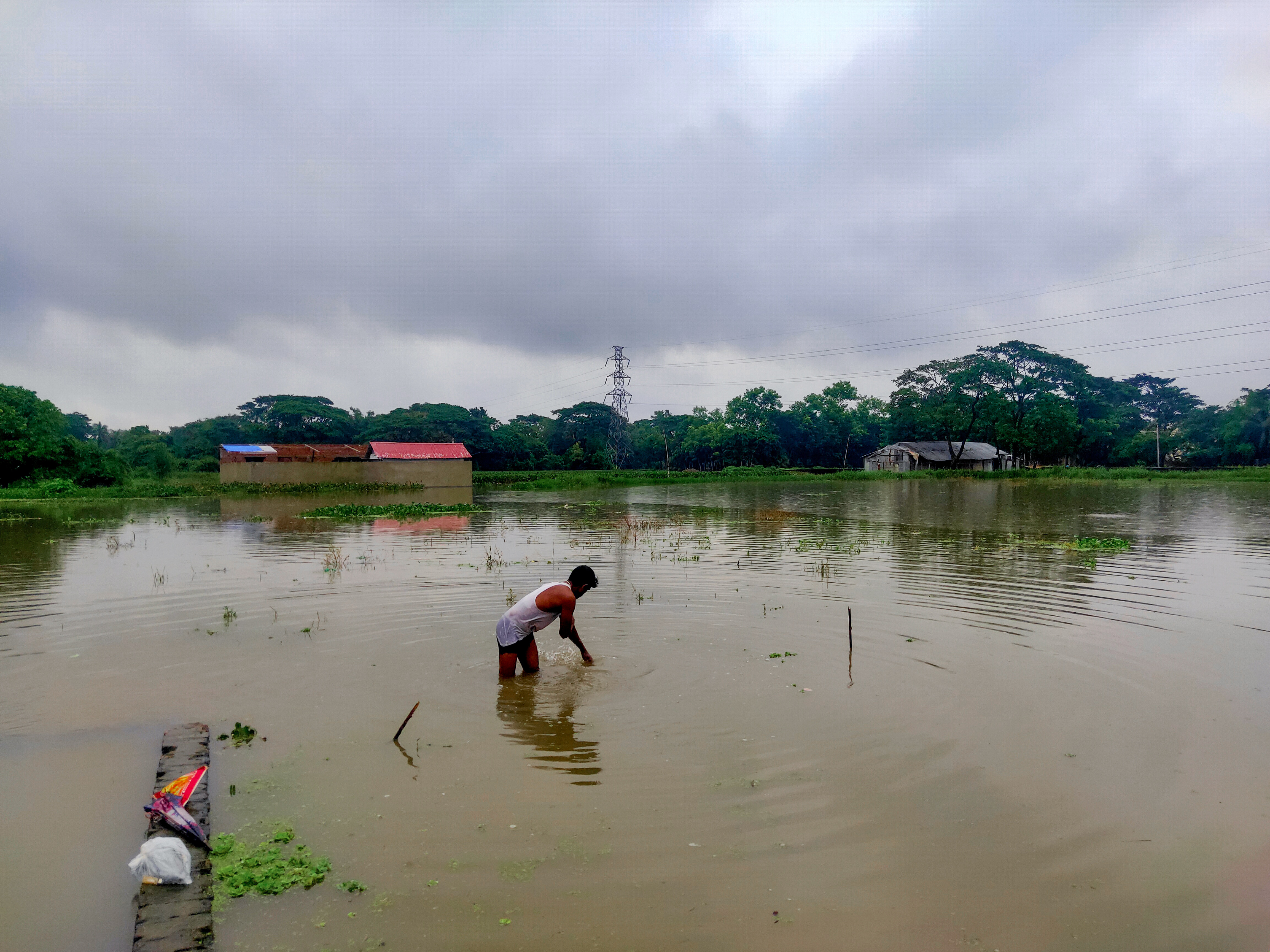
방글라데시의 몬순 홍수

월별 장기 평균 강수량

열대 지역에서 몬순이 도래하면 낮 최고 기온이 떨어지고 야간 최저 기온이 상승하여 일교차가 줄어든다. 우기 동안에는 폭우와 함께, 홍콩 같은 일부 지역에서는 육지로 부는 바람이 결합하여 대기질이 개선된다.
브라질에서는 우기가 해양에서 불어오는 무역풍의 약화와 관련이 있다. 우기 동안 지역 대수층의 충전으로 인해 수질의 pH 수준이 더 균형을 이루게 된다. 또한 우기 동안 용해된 물질의 농도가 감소하여 물이 더 부드러워진다. 우기에는 침식도 증가한다.
연중 다른 시기에는 건천(乾川)이 유출수로 채워지며, 일부 경우에는 수심이 3미터에 달하기도 한다. 폭우 기간 동안 토양의 침출로 영양분이 고갈된다. 육지에서의 더 많은 유출수는 인근 해양 지역에 영향을 미치는데, 폭우로 인한 유출수가 강한 표면 해류를 유발하여 해양이 더 성층화되거나 혼합이 덜 된다.

### 홍수

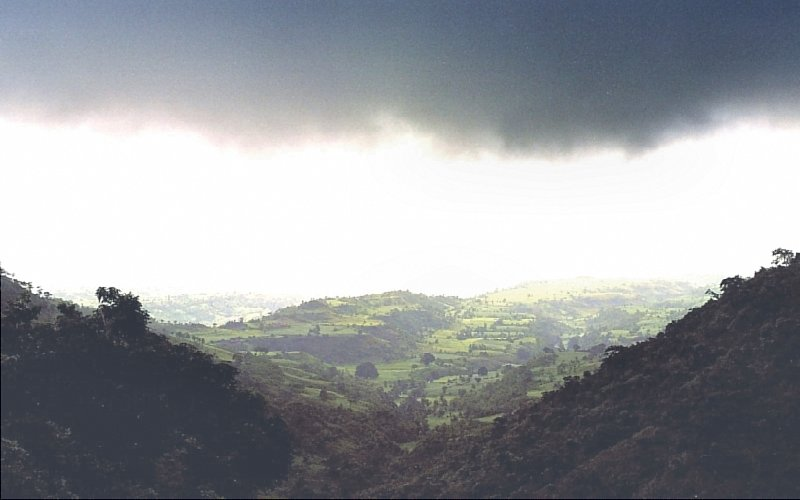
인도 중부 빈디야 산맥의 몬순

많은 강우량은 광범위한 홍수를 유발할 수 있으며, 이는 산악 지역에서 산사태와 이류를 초래할 수 있다. 이러한 홍수로 인해 강물이 범람하여 가옥이 침수될 수 있다. 인도의 몬순 계절에만 흐르는 가가르하크라강은 범람하여 지역 농작물에 심각한 피해를 줄 수 있다. 이전 건기 동안 발생한 화재로 인해 홍수가 악화될 수 있는데, 이는 모래나 양토로 이루어진 토양이 소수성 또는 물 반발성을 갖게 되기 때문이다. 각 정부는 다양한 방식으로 사람들이 우기의 홍수에 대처할 수 있도록 돕는다. 범람원 매핑을 통해 홍수에 더 취약한 지역을 식별한다. 또한 전화나 인터넷을 통해 침식 통제에 대한 지침도 제공한다.

## 생물의 적응

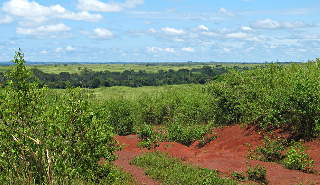
카메룬 동부주의 적도 사바나

### 인간
우기는 사바나 기후 체계 내에서 식물이 주로 성장하는 시기이다. 그러나 이는 작물이 완전히 성숙하기 전까지 식량 부족이 발생하는 시기이기도 하다. 이로 인해 개발도상국의 사람들은 계절에 따른 체중 변화를 겪게 되는데, 우기 동안 체중이 감소하다가 첫 수확기에 이르러 다시 회복된다. 고온과 폭우 기간 동안 말라리아 발병률이 증가한다.

### 동물
소는 우기가 시작될 때 송아지를 낳는다. 우기의 시작은 제왕나비가 멕시코를 떠나는 신호가 된다. 열대 지역의 나비 종들은 포식자로부터 자신을 방어하기 위해 날개에 더 큰 점 무늬를 보이며, 건기보다 우기에 더 활발하게 활동한다. 열대 및 아열대의 따뜻한 지역에서는 비로 인해 해안 근처 습지의 염도가 감소하여 악어의 산란이 증가한다. 아로요두꺼비와 같은 다른 종들은 계절성 비가 온 후 몇 달 안에 산란한다. 아르마딜로와 방울뱀은 더 높은 지대를 찾는다.

## 같이 보기
- 장마
- 집중 호우
- 건기